# Фотолюмінофор
Фотолюмінофор — різновид люмінофору, є сумішшю на основі сульфіду цинку (ZnS), або сумішшю з: алюмінат стронцію, активований Європієм, Диспрозієм, Ітрієм. Хімічна формула: (SrAl2O4): Eu, Dy, Y.

## Основи
Фотолюмінофори на основі сульфіду цинку нестійкі і розпадаються при ультрафіолет овом опроміненні, у воді. Мають характерним різким запахом, післясвічення до 6 годин. Фотолюмінофори на основі алюмінат ів інертні до водних і сольвентні середах, стійкі до різних опромінення і мають післясвіченням до 28 годин.
Люмінофори нетоксичні, пожежовибухобезпечні, небезпечне радіоактивне випромінювання відсутнє (співвимірне з фоновим). Фотолюмінофор є малонебезпечною речовиною щодо впливу на організм, клас небезпеки за компонентами — 4.
Слабо небезпечний продукт по впливу на організм. Впливає в основному на слизову оболонку верхніх дихальних шляхів, не подразнює здорову шкіру, при потраплянні на ушкоджену шкіру може викликати сухість, почервоніння, свербіж. Основний виробник фотолюмінофоров в Росії з 1992 року — компанія ПТК «Спецматеріал»[джерело?].